# بحبك (فلم)
بحبك هو فيلم مصري رومانسي، صدر في 7 يوليو 2022. من تأليف وإخراج وبطولة تامر حسني في أول تجربة إخراجية له. احتل الفيلم المرتبة الأولى لمدة أسبوعين في المملكة العربية السعودية، وباع 754,377 تذكرة، وحقق إيرادات تجاوزت 48,872,579 مليون ريال سعودي (+248 مليون جنيه مصري). كما حقق الفيلم إيرادات بلغت 44,830,784 جنيه مصري في جمهورية مصر. وحقق أكثر من 3,272,787 مليون دولار (+60 مليون جنيه مصري) في الإمارات العربية المتحدة. وهو من أفلام عيد الأضحى 1443 هـ.

## ملخص القصة
تتناول الأحداث حياة رجل يخوض قصتي حب، ويتخبط في حياته بين الفتاتين، ويُظهر اختلاف مدى صدق التعبير عن الحب بين الرجل والمرأة.

## طاقم الممثلين
الفيلم من بطولة تامر حسني، هنا الزاهد، حمدي الميرغني وهدى المفتي.

## روابط خارجية
- بحبك على موقع IMDb (الإنجليزية)
- بحبك على موقع قاعدة بيانات الفيلم (الإنجليزية)
- بحبك على موقع ليتربوكسد (الإنجليزية)